# Lac Viedma
Pour les articles homonymes, voir Viedma (homonymie).
Le lac Viedma (en espagnol : Lago Viedma) est un lac de Patagonie argentine, situé dans la province de Santa Cruz, et inclus partiellement dans le parc national Los Glaciares, tout comme son « jumeau » le lac Argentino.

## Description
Orienté comme ce dernier d'ouest en est, il est alimenté par les précipitations abondantes de la cordillère des Andes, au sein de laquelle il se trouve. Son bassin de drainage est situé entièrement en territoire argentin. Son émissaire naturel, le río La Leona conduit ses eaux vers le lac Argentino dont il est donc tributaire.

## Géographie

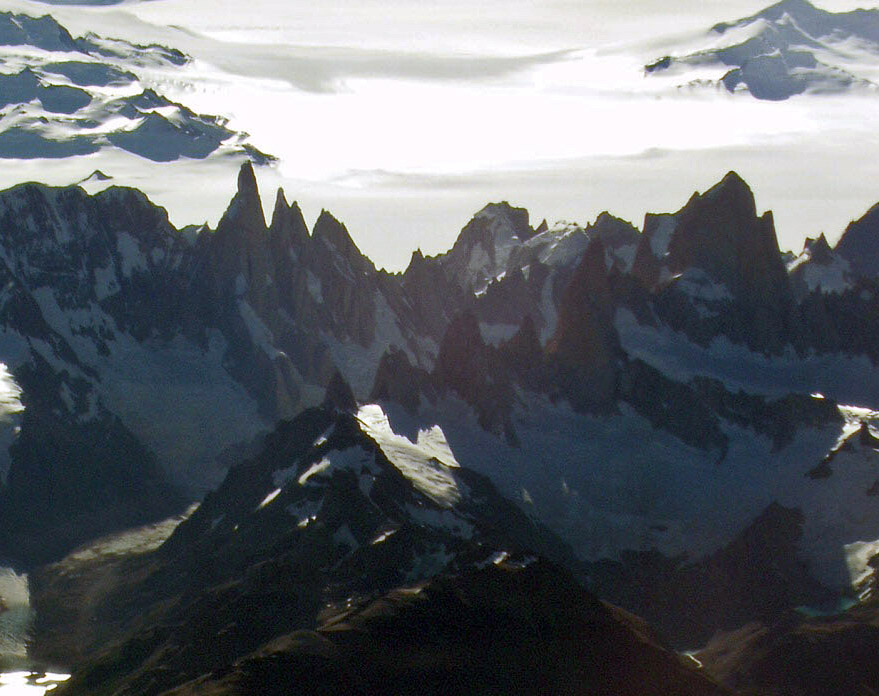
Les sommets du Cerro Torre et du Fitz Roy qui dominent le lac Viedma

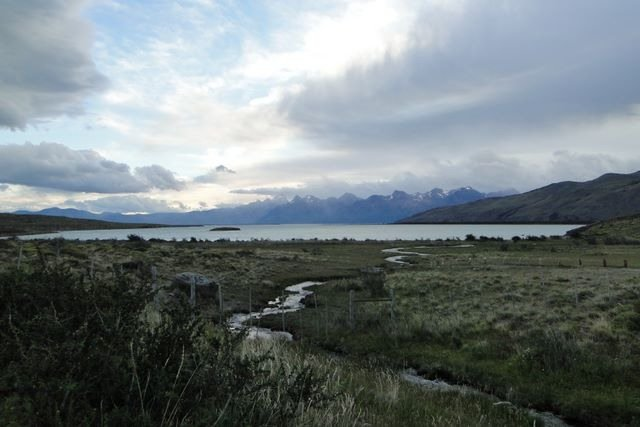
Lac Viedma

Sa superficie oscille de 1 088 à 1 600 km2 et sa profondeur maximale atteint les 900m; ce qui en fait le lac le plus profond du continent Américain. Dans l'entourage du lac Viedma il y a plusieurs monts de plus de 3 000 m. Il est dominé au nord-ouest par l'imposant pic Cerro Fitz Roy (3 406 m). Tout près se trouvent le Cerro Torre (3 128 m) et l'aiguille Poincenot (3 076 m).
Parmi les glaciers qui l'alimentent, le plus remarquable est le glacier Viedma, d'une superficie de pas moins de 575 km2 et qui se trouve à l'ouest. À noter le fait que sous la glace se trouve le volcan Viedma dont la dernière éruption remonte à 1988. L'eau du glacier colore le lac d'une superbe teinte bleu-turquoise.
La ville de Lago Viedma se trouve sur la rive sud-est du lac. 

## Émissaire
Le río La Leona qui roule 249,5 m3/s (moyenne 1955-2000) au niveau de la localité de La Leona. Principal tributaire du lac Argentino.